# Kanton Le Mans-Ville-Est
Kanton Le Mans-Ville-Est (fr. Canton du Mans-Ville-Est) je francouzský kanton v departementu Sarthe v regionu Pays de la Loire. Tvoří ho pouze východní část města Le Mans (čtvrtě Sablons-Est, Sablons-Ouest, Jaurès, Miroir, Gare Sud a Sables d'Or).